# Polska Federacja Klubów Speedrowerowych
Polska Federacja Klubów Speedrowerowych (PFKS) - zrzeszenie polskich klubów speedrowerowych z siedzibą w Bydgoszczy.
Federacja powstała, po tym, jak Polski Związek Kolarski nie przyjął speedrowera pod swoje skrzydła. Pierwotnie działała jako Polskie Towarzystwo Speedrowera (PTS), od kilku lat występuje pod obecną nazwą.

## Rozgrywki
Podobnie jak w żużlu rozgrywane są różne zawody, jak np.: Mistrzostwa Par, Indywidualne Mistrzostwa Polski, Drużynowe Mistrzostwa Polski, a także ich juniorskie odpowiedniki.
Drużynowe Mistrzostwa Polski rozgrywane są na poziomie dwóch klas: Ekstraligi i I ligi.
Istnieje też podział na okręgi: Południowy i Północny oraz Centralny, które mają swoje rozgrywki.